# Рикон
Рикон — деревня коммуны Целль, входящей в состав округа Винтертур кантона Цюрих в Швейцарии.
Деревня находится в 10 км к юго-востоку от окружного центра Винтертур в Тосской долине и простирается по обе стороны реки Тёс.
Рикон стал знаменит тем, что выше деревни, в лесу находится Тибетский институт (нем. Tibet-Institut Rikon). Институт является буддийским тибетским монастырём.

## Галерея

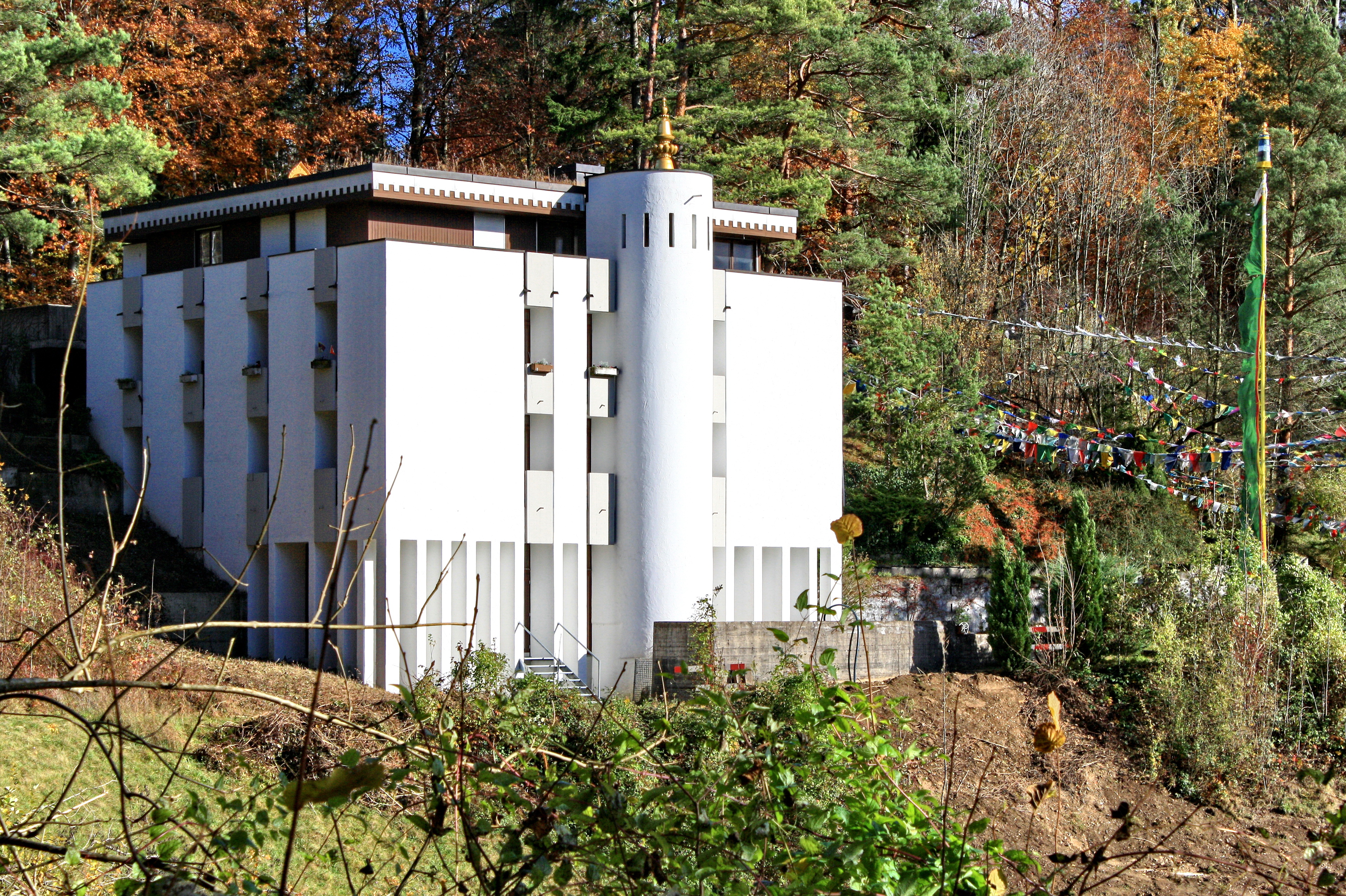
Здание тибетского института в Риконе (ноябрь 2009)
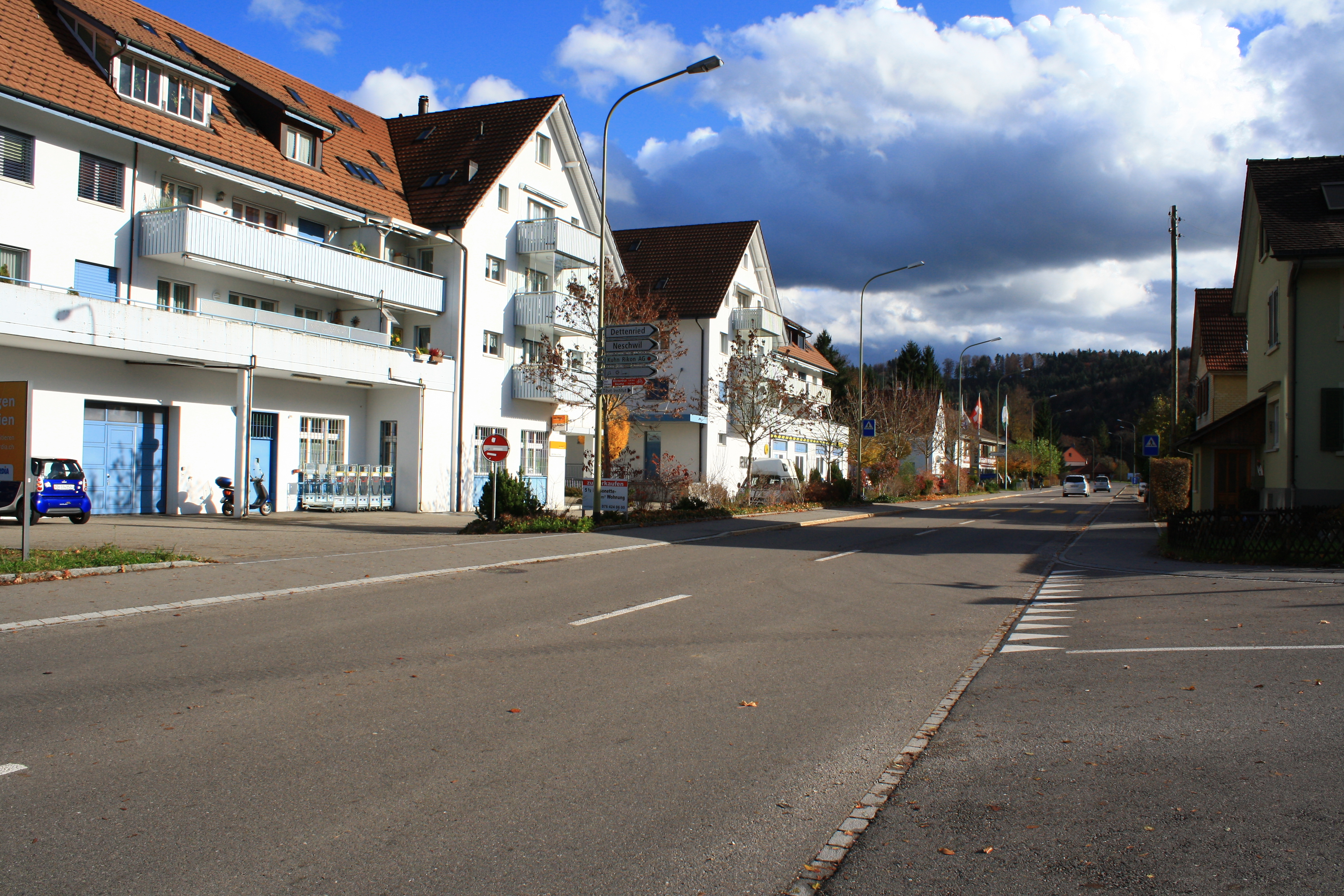
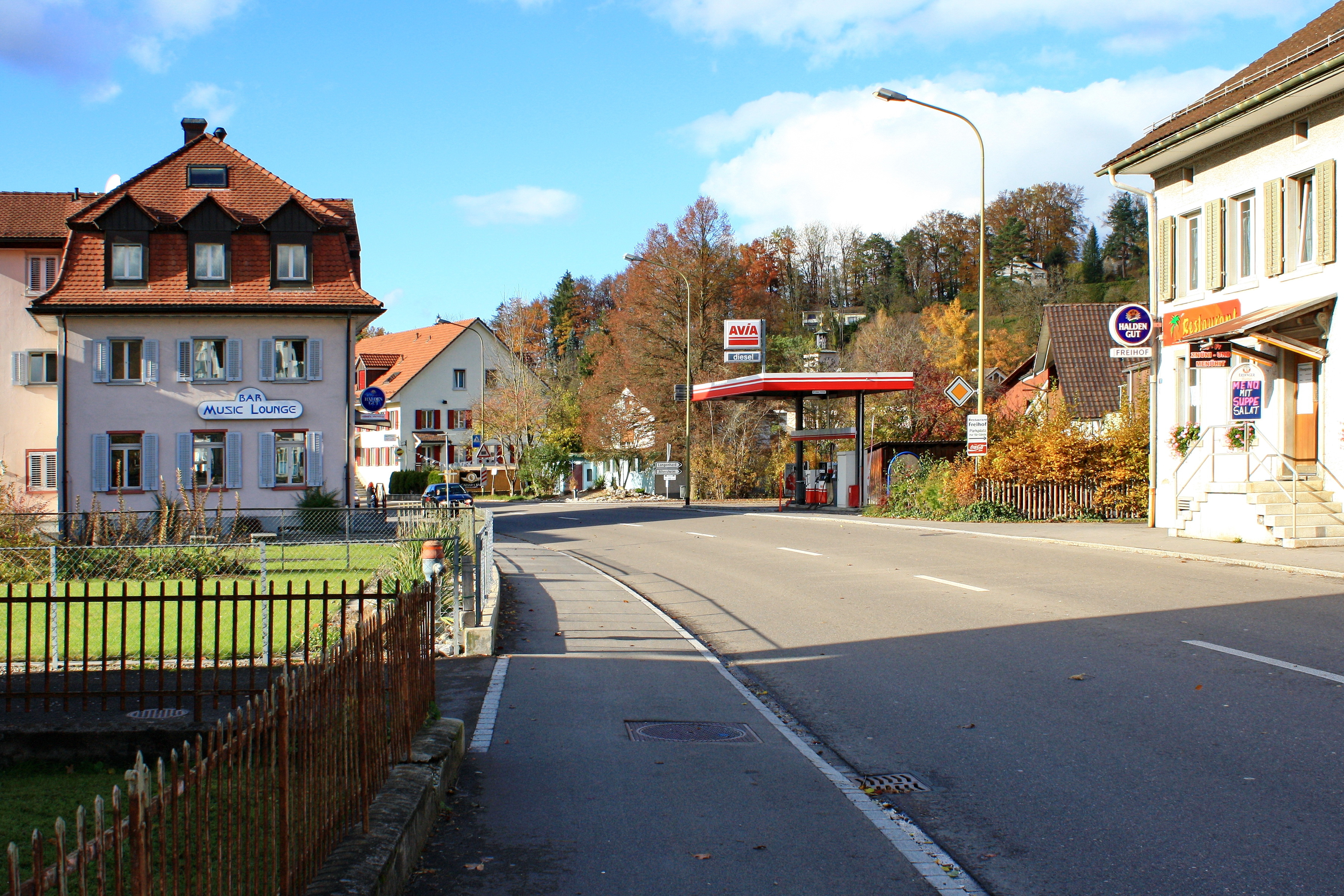
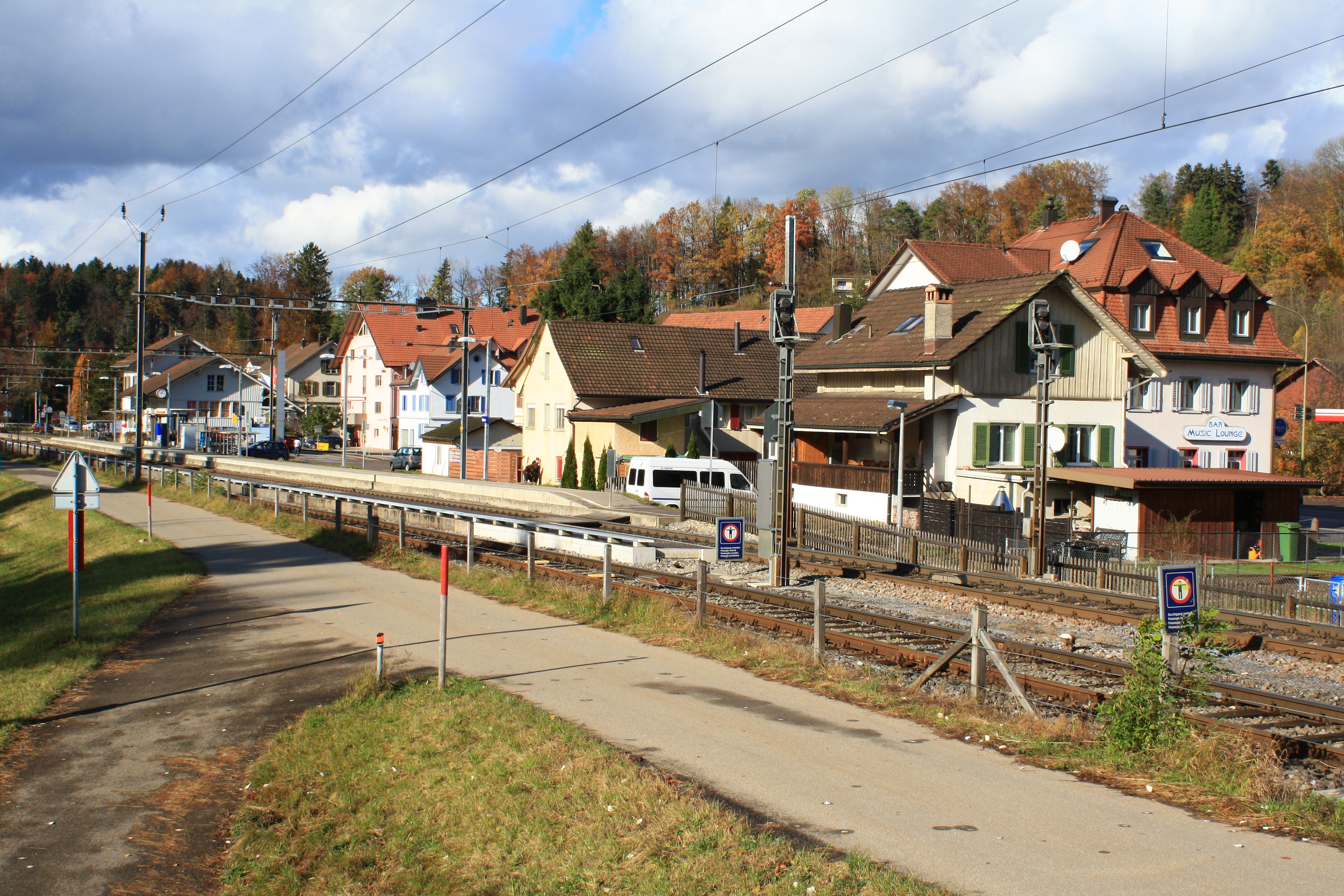